# 1 500 meter frisim för herrar i simning vid olympiska sommarspelen 2004
Sammanställda resultaten för 100 meter frisim, herrar vid de Olympiska sommarspelen 2004.

## Rekord
| Världsrekord              | Grant Hackett (Australien)  | Fukuoka, Japan     | 14.34,56 | 29 juli 2001    |
| Tidigare olympiskt rekord | Kieran Perkins (Australien) | Barcelona, Spanien | 14.43,48 | 31 juli 1992    |
| Nytt olympiskt rekord     | Grant Hacket (Australien)   | Aten, Grekland     | 14.43,40 | 21 augusti 2004 |

## Medaljörer
| Guld:                      | Silver:             | Brons:                        |
| Grant Hackett (Australien) | Larsen Jensen (USA) | David Davies (Storbritannien) |

## Resultat
Från de 5 kvalheaten gick de 8 snabbaste tiderna vidare till final.
Alla tider visas i minuter och sekunder.

Q kvalificerad till nästa omgång

DNS startade inte.

DSQ markerar diskvalificerad eller utesluten.

### Kval

#### Heat 1
1. Charnvudth Saengsri, Thailand 15.54,46
2. Giancarlo Zolezzi, Chile 16.00,52
3. Yi-Khy Saw, Malaysia 16.06,38

#### Heat 2
1. Oussama Mellouli, Tunisien 15.18,98
2. Petar Stojtjev, Bulgarien 15.28,32
3. Juan Martin Pereyra, Argentina 15.53,29
4. Moss Burmester, Nya Zeeland 15.56,42
5. Nenad Buljan, Kroatien 15.56,54
6. Tong Xin, Kina 16.10,43
7. Juan Carlos Miguel Mendoza, Filippinerna 16.26,52

#### Heat 3
1. David Davies, Storbritannien 14.57,03 Q
2. Dragos Coman, Rumänien 15.06,33 Q
3. Graeme Smith, Storbritannien 15.07,45 Q
4. Takeshi Matsuda, Japan 15.16,42
5. Erik Vendt, USA 15.22,00
6. Andrew Hurd, Kanada 15.28,71
7. Aleksej Filipets, Ryssland 15.30,05
8. Sung-Mo Cho, Sydkorea 15.43,43

#### Heat 4
1. Larsen Jensen, United States 15.03,75 Q
2. Igor Chervinskij, Ukraina 15.12,58
3. Nicolas Rostoucher, Frankrike 15.13,56
4. Bojan Zdesar, Slovenien 15.31,57
5. Thomas Lurz, Tyskland 15.33,81
6. Gergo Kis, Ungern 15.38,06
7. Christian Minotti, Italien 15.39,31
8. Georgios Diamantidis, Grekland 16.06,31

#### Heat 5
1. Juri Prilukov, Ryssland 15.01,02 Q
2. Grant Hackett, Australien 15.01,89 Q
3. Spyridon Gianniotis, Grekland 15.03,87 Q
4. Craig Stevens, Australien 15.09,54 Q
5. Pawel Korzeniowski, Polen 15.11,62
6. Christian Hein, Tyskland 15.15,42
7. Ricardo Monasterio, Venezuela 15.20,89
8. Fernando Costa, Portugal 15.32,55

### Final
1. Grant Hackett, Australien 14.43,40 Olympiskt rekord
2. Larsen Jensen, USA 14.45,29 Amerikanskt rekord
3. David Davies, Storbritannien 14.45,95 Europeiskt rekord
4. Juri Prilukov, Ryssland 14.52,48
5. Spyridon Gianniotis, Grekland 15.03,69
6. Graeme Smith, Storbritannien 15.09,71
7. Dragos Coman, Rumänien 15.10,21
8. Craig Stevens, Australien 15.13,66

## Tidigare vinnare

### OS
- 1896 i Aten: Alfréd Hajós, Ungern – 18.22,1 (1 200 m)
- 1900 i Paris: John Arthur Jarvis, Storbritannien – 13.40,2 (1 000 m)
- 1904 i S:t Louis: Emil Rausch, Tyskland – 27.18,2 (1 mile)
- 1906 i Aten: Henry Taylor, Storbritannien – 28.28,0
- 1908 i London: Henry Taylor, Storbritannien – 22.48,4
- 1912 i Stockholm: George Hodgson, Kanada – 22.00,0
- 1920 i Antwerpen: Norman Ross, USA – 22.23,2
- 1924 i Paris: Andrew Charlton, Australien – 20.06,6
- 1928 i Amsterdam: Arne Borg, Sverige – 19.51,8
- 1932 i Los Angeles: Kusuo Kitamura, Japan – 19.12,4
- 1936 i Berlin: Noburo Terada, Japan – 19.13,7
- 1948 i London: Jimmy McLane, USA – 19.18,5
- 1952 i Helsingfors: Ford Konno, USA – 18.30,3
- 1956 i Melbourne: Murray Rose, Australien – 17.58,9
- 1960 i Rom: John Konrads, Australien – 17.19,6
- 1964 i Tokyo: Robert Windle, Australien – 17.01,7
- 1968 i Mexico City: Mike Burton, USA – 16.38,9
- 1972 i München: Mike Burton, USA – 15.52,58
- 1976 i Montréal: Brian Goodell, USA – 15.02,40
- 1980 i Moskva: Vladimir Salnikov, Sovjetunionen – 14.58,27
- 1984 i Los Angeles: Mike O’Brien, USA – 15.05,20
- 1988 i Seoul: Vladimir Salnikov, Sovjetunionen – 15.00,40
- 1992 i Barcelona: Kieren Perkins, Australien – 14.43,48
- 1996 i Atlanta: Kieren Perkins, Australien – 14.56,40
- 2000 i Sydney: Grant Hackett, Australien – 14.48,33

### VM
- 1973 i Belgrad: Stephen Holland, Australien – 15.31,85
- 1975 i Cali, Colombia: Tim Shaw, USA – 15.28,92
- 1978 i Berlin: Vladimir Salnikov, Sovjetunionen – 15.00,40
- 1982 i Guayaquil, Ecuador: Vladimir Salnikov, Sovjetunionen – 15.00,40
- 1986 i Madrid: Rainer Henkel, Västtyskland – 15.05,31
- 1991 i Perth: Jörg Hoffmann, Tyskland – 14.50,36
- 1994 i Rom: Kieren Perkins, Australien – 14.50,52
- 1998 i Perth: Grant Hackett, Australien – 14.51,70
- 2001 i Fukuoka, Japan: Grant Hackett, Australien – 14.34,56
- 2003 i Barcelona: Grant Hackett, Australien – 14.43,14